# مایکل لدوی
مایکل لدوی (انگلیسی: Michael Folivi؛ زادهٔ ۲۵ فوریهٔ ۱۹۹۸) بازیکن فوتبال اهل بریتانیا است.
از باشگاه‌هایی که در آن بازی کرده‌است می‌توان به باشگاه فوتبال واتفورد اشاره کرد.